# Demografía de Navarra
Navarra tenía una población de 643 234 habitantes (INE a 1 de enero de 2017), lo que representa un 1,38 de la población de España. Su densidad de población es de 61,9 hab./km².

## Municipios más habitados

Densidad de población de Navarra por municipios (2006)

| Posición | Municipio      | Población | Posición | Municipio              | Población |
| 1        | Pamplona       | 197 138   | 11       | Berriozar              | 9874      |
| 2        | Tudela         | 35 298    | 12       | Aranguren              | 10 239    |
| 3        | Valle de Egüés | 20 417    | 13       | Baztán                 | 7736      |
| 4        | Barañáin       | 20 124    | 14       | Corella                | 7640      |
| 5        | Burlada        | 18 591    | 15       | Noáin (Valle de Elorz) | 8115      |
| 6        | Zizur Mayor    | 14 686    | 16       | Cintruénigo            | 7839      |
| 7        | Estella        | 13 707    | 17       | Alsasua                | 7419      |
| 8        | Tafalla        | 10 638    | 18       | Huarte                 | 6917      |
| 9        | Ansoáin        | 10 752    | 19       | Berrioplano            | 6872      |
| 10       | Villava        | 10 217    | 20       | San Adrián             | 6214      |

| Gráfica de evolución demográfica de Demografía de Navarra entre 1900 y 2001 |
|                                                                             |